# Ana Bakarić-Abramović
Ana Bakarić-Abramović (Mihanović, rođ. Pilný) (Zagreb, 4. rujna 1932. – Zagreb, 7. studenog 2020.), hrvatska pravnica i sveučilišna profesorica.  
Diplomirala je 1956. na Pravnom fakultetu u Zagrebu, gdje je 1965. stekla doktorat pravnih znanosti. Radila je u službi socijalne zaštite (1956. – 1961.). Predavala je obiteljsko pravo na Pravnom fakultetu u Zagrebu (1961. – 1993.) te u Splitu, Osijeku i Rijeci. 

## Djela
- Porodično pravo: osnove starateljstva i usvojenja (koautorica, 1976.)
- Porodično pravo: osnove bračnog prava i odnosa roditelja i djece (koautorica, 1978.)
- Porodično pravo (koautorica, 1980.)
- Obiteljsko pravo I: suvremene tendencije (koautorica, 1992.)
- Obiteljsko pravo (koautorica, 1994.)
- Uvod u obiteljsko pravo (koautorica 1998.)
- Komentar Obiteljskog zakona (koautorica 1999.)
- Obiteljsko pravo (koautorica 2001.)